# Kryevidh
Kryevidh è una frazione del comune di Rrogozhinë in Albania (prefettura di Tirana).
Fino alla riforma amministrativa del 2015 era comune autonomo, dopo la riforma è stato accorpato, insieme agli ex-comuni di Gosë, Lekaj e Sinaballaj a costituire la municipalità di Rrogozhinë.